# استربلوس
استربلوس (نام علمی: Streblus) نام یک سرده از تیره موراسه است.

## گونه‌ها
- استربلوس آسپر Lour. - Siamese rough bush
- استربلوس بانکسی - Large-leaved milk tree
- استربلوس برونونیانوس
- Streblus elongatus
- استربلوس هتروفیلوس - Small-leaved milk tree
- استربلوس پندولینوس (اشتفان اندلیشر) F.Muell - Aʻiaʻi (Eastern استرالیا, ملانزی, میکرونزی, پلی‌نزی)[۱]
- Streblus sclerophyllus Corner
- استربلوس اسمیتی - Three Kings milk tree